# هرمان داوید وبر
هرمان داوید وبر (آلمانی: Hermann David Weber؛ ‏۳۰ دسامبر ۱۸۲۳ – ۱۱ نوامبر ۱۹۱۸) یک پزشک آلمانی بود که در انگلستان طبابت می‌کرد. وی دانش‌اموختهٔ دانشگاه ماربورگ و دانشگاه بن بود و در سال ۱۸۴۸ فارغ‌التحصیل شد. او سپس در سال ۱۸۵۴ به بیمارستان گایز لندن رفت و از سال ۱۸۵۵ به عضویت کالج پزشکان در انگلستان درآمد. سندرم وبر به افتخار او نام‌گذاری شده است. او همچنین یک گردآوری‌کنندهٔ بسیار مشتاق سکه بود و مجموعهٔ بزرگی از سکه‌های یونانی را جمع‌آوری کرده بود. فرزند او فردریک پارکز وبر هم پزشک و کلکسیونر سکه بود.